# Columbus (Illinois)
Pour les articles homonymes, voir Columbus.
Columbus est un village du comté d'Adams dans l'Illinois, aux États-Unis,. Le village est fondé en 1835 et incorporé le 30 mars 1885. Un bureau postal est créé en 1837 et reste en service jusqu'en 1963.

## Démographie
Lors du recensement de 2010, le village comptait une population de 99 habitants. Elle est estimée, en 2016, à 98 habitants.

## Source de la traduction
- (en) Cet article est partiellement ou en totalité issu de l’article de Wikipédia en anglais intitulé « Columbus, Illinois » (voir la liste des auteurs).